# Jakub Świerczok
Jakub Świerczok (Tychy, 28 de diciembre de 1992) es un futbolista polaco que juega en la demarcación de delantero para el Śląsk Wrocław de la Ekstraklasa.

## Selección nacional
Tras jugar en la selección de fútbol sub-20 de Polonia y en la sub-21, finalmente hizo su debut con la selección absoluta el 10 de noviembre de 2017 en un encuentro amistoso contra Uruguay, partido que finalizó con un resultado de empate a cero.

### Goles internacionales
| # | Fecha              | Estadio                                            | Oponente | Gol | Resultado | Competición |
| - | ------------------ | -------------------------------------------------- | -------- | --- | --------- | ----------- |
| 1 | 1 de junio de 2021 | Estadio Municipal de Breslavia, Breslavia, Polonia | Rusia    | 1–0 | 1–1       | Amistoso    |

### Participaciones en Eurocopas
| Copa          | Sede   | Resultado    | Partidos | Goles |
| ------------- | ------ | ------------ | -------- | ----- |
| Eurocopa 2020 | Europa | Primera fase | 1        | 0     |

## Clubes
| Club                        | País     | Año       | Partidos | Goles |
| --------------------------- | -------- | --------- | -------- | ----- |
| Polonia Bytom               | Polonia  | 2011      | 20       | 12    |
| 1. F. C. Kaiserslautern     | Alemania | 2012      | 6        | 0     |
| 1. F. C. Kaiserslautern II  | Alemania | 2012      | 9        | 3     |
| Piast Gliwice (cedido)      | Polonia  | 2012-2013 | 1        | 0     |
| 1. F. C. Kaiserslautern II  | Alemania | 2013-2014 | 14       | 5     |
| Zawisza Bydgoszcz           | Polonia  | 2015      | 15       | 4     |
| Górnik Łęczna               | Polonia  | 2015-2016 | 32       | 7     |
| GKS Tychy                   | Polonia  | 2016-2017 | 31       | 16    |
| Zagłębie Lubin              | Polonia  | 2017-2018 | 25       | 17    |
| P. F. C. Ludogorets Razgrad | Bulgaria | 2018-2020 | 86       | 37    |
| Piast Gliwice               | Polonia  | 2020-2021 | 27       | 17    |
| Nagoya Grampus              | Japón    | 2021-2022 | 21       | 12    |
| Zagłębie Lubin              | Polonia  | 2023      | 5        | 0     |
| Omiya Ardija                | Japón    | 2023-2024 | 15       | 5     |
| Śląsk Wrocław               | Polonia  | 2024-     | 11       | 2     |

## Palmarés

### Campeonatos nacionales
| Título                             | Club                        | País     | Año  |
| ---------------------------------- | --------------------------- | -------- | ---- |
| Primera Liga de Fútbol Profesional | P. F. C. Ludogorets Razgrad | Bulgaria | 2018 |
| Primera Liga de Fútbol Profesional | P. F. C. Ludogorets Razgrad | Bulgaria | 2019 |
| Supercopa de Bulgaria              | P. F. C. Ludogorets Razgrad | Bulgaria | 2019 |
| Primera Liga de Fútbol Profesional | P. F. C. Ludogorets Razgrad | Bulgaria | 2020 |
| Supercopa de Bulgaria              | P. F. C. Ludogorets Razgrad | Bulgaria | 2020 |
| Copa J. League                     | Nagoya Grampus              | Japón    | 2021 |